# جزيرة بورشر
جزيرة بورشر هي جزيرة تقع في مضيق هيكات في كولومبيا البريطانية بكندا، بالقرب من مصب نهر سكينا وجنوب غرب مدينة برينس روبيرت الساحلية.

## الجغرافيا
تبلغ مساحة جزيرة بورشر 200 ميل مربع (518 كم2)، وهي ثامن أكبر جزيرة ساحلية في كولومبيا البريطانية. يقع الطرف الشمالي للجزيرة على بعد 24 كم (14.9 ميل) جنوب غرب مدينة برينس روبيرت الساحلية، و70 كم (43.5 ميل) جنوب الامتداد الجنوبي لـ جنوب شرق ألاسكا. يحد جزيرة بورشر من الشمال مسار تشاثام ومصب نهر سكينا، ومضيق هيكات من الغرب وقناة أوغدن من الشرق. يفصل مدخل ميتلاكاتا وقناة كيتكاتلا الجانب الجنوبي لبورشر عن جزر جوشين ودولفين وسبايسر، بالقرب من مدخل قناة برينسيبي.
تنقسم جزيرة بورشر تقريبًا من الجنوب عن طريق مدخل بورشر، وهي قناة طويلة وضيقة تتوغل مسافة 13.7 كم (8.5 ميل) داخل الجزيرة، قبل أن تصب في بحيرة مالحة عند سفح سلسلة جبال سبيلر. ويتميز الخليج البيضاوي، الواقع على الحافة الغربية للجزيرة، بشاطئ رملي يبلغ طوله 5 كيلومتر (3.1 ميل)، وهو معرض للعواصف الجنوبية الشرقية الشديدة التي تجتاح بانتظام مضيق هيكات.

## التاريخ
جزيرة بورشر، وهي جزء من أراضي أمة جيتكسالا، سُميت على اسم إدوين أوغسطس بورشر (1821–1878)، الذي شغل منصب قائد سفينة في قاعدة إيسكويمالت البحرية، جزيرة فانكوفر، منذ الربيع. من عام 1865 حتى عاد إلى إنجلترا في خريف عام 1868. أثناء خدمته مع سرب شمال المحيط الهادئ، قام القائد بورشر بأربع رحلات صيفية إلى الساحل الشمالي لكولومبيا البريطانية؛ في أعوام 1866 و1867 ومرتين في عام 1868. كان مسار الممر الداخلي الذي سلكته الباخرة من إسكويمالت إلى المركز التجاري لشركة خليج هدسون في فورت سيمبسون (قرية تسيمشيان في لاكس كوالامز) بالقرب من الجزيرة في ممر تشاثام. الذي يحمل الآن اسم القائد.
باستثناء تدفق قصير من أصحاب المنازل في أعقاب اختيار جزيرة برينس روبيرت لتكون المحطة النهائية لسكة حديد جراند ترانك باسيفيك في عام 1906، كانت جزيرة بورشر دائمًا ذات كثافة سكانية منخفضة. وقد أدت العزلة النسبية للجزيرة، بالإضافة إلى الصيف الرطب والبارد والشتاء القاسي، إلى تثبيط عزيمة العديد من أولئك الذين سعوا إلى جعل جزيرة بورشر موطنهم الدائم. ومع ذلك، فإن ثلاث مستوطنات صغيرة تم إنشاؤها خلال القرن العشرين لا تزال تضم عددًا قليلاً من السكان اليوم. يمكن العثور على هذه المستوطنات في مدخل هنز.

## البيئة
تعد جزيرة بورشر جزءًا من الأراضي المنخفضة بيئياً، وهو شريط جليدي كثيف من الغابات الممطرة في الأراضي المنخفضة والأرخبيل الساحلي الذي يمتد من مدخل بورتلاند في الشمال إلى مضيق الملكة شارلوت في الجنوب. تعتبر تضاريس الأراضي المنخفضة وعرة وصخرية بشكل عام، مع وجود مساحات واسعة من الأراضي الرطبة وغابات المستنقعات. تشمل أنواع الأشجار الأرز الأحمر الغربي والأرز الأصفر والشوكران الجبلي والسراخس. عادة ما يتم العثور على الشوح والسرخس والليسيكيتون الأمريكي تحت النمو. مناخ الأراضي المنخفضة في منطقة جزيرة بورشر تهيمن عليه التدفقات الأمامية من مدخل ديكسون، مما يؤدي إلى عواصف رياح متكررة وأمطار غزيرة.
تم العثور على الطيور المائية بكثرة في جميع أنحاء المداخل ومصبات الأنهار المحمية التي تقع على ساحل جزيرة بورشر الذي يبلغ طوله 100 ميل. وتشمل الأنواع النورس ذو الأجنحة الزرقاء، ومالك الحزين الشمالي الغربي، واللون الأحمر الحلق، وأويك، والإوزة ذات الواجهة البيضاء الكبرى، والنسر الأصلع الشمالي. توفر كل من قناة مسار تشاثام وقناة كيتكاتلا وفرة من موائل التكاثر والتعشيش لمجموعة واسعة من الطيور البحرية، وهي مكونات أساسية لمسار هجرة ساحل المحيط الهادئ.

## روابط خارجية
- A history of Porcher Island Cannery